# Metapanax
Metapanax es un género de fanerógamas perteneciente a la familia  Araliaceae, que comprende dos especies.
Es endémico de China y Vietnam.

## Descripción
Son hermafroditas, desarmados, glabras o casi,, arbustos o árboles de hoja perenne terrestres. Tallos menudo ramificado, leptocaulous. Hojas alternas, pecioladas, las bases ligeramente ampliadas,  compuesto de hojas simples,  palmeado lobuladas o palmeadas con 2-5 foliolos, las hojas o foliolos ovales, oblongas, elípticas a lanceoladas, subcoriáceas, los márgenes serrados a serruladas en la parte superior y todo en la parte inferior. Las inflorescencias terminales, generalmente erectas, paniculadas, las últimas unidades umbeladas; brácteas caducas; medio pedicelos delgados, articulado. Cáliz de 5 dientes, pétalos 5, valvados, libres, 5 estambres, carpelos 2 (-4), ovarios inferiores; estilos media connados, el disco plano a convexo. Frutos en drupas, globosas, algo aplanada lateralmente; endocarpio crustáceos. Uniforme del endosperma. Tiene un número de cromosomas de 2 n = 48.

## Taxonomía
El género fue descrito por J.Wen & Frodin y publicado en Brittonia 53(1): 117–120, f. 1–2. 2001.

## Especies
- Metapanax davidii (Franch.) J.Wen & Frodin
- Metapanax delavayi (Franch.) J.Wen & Frodin